# Референдумы в Швейцарии (2008)
Референдумы в Швейцарии проходили 24 февраля, 1 июня, 30 ноября 2008 года. Всего прошло 10 референдумов. В феврале проводились референдумы по налоговой реформе для бизнеса и по шуму от воздушным судов, который предлагал запретить тренировочные полёты военных самолётов над туристическими районами в мирное время. Налоговая реформа была одобрена, а предложение по ограничению полётов — отклонено. В июне проходили референдумы по кампаниям общественной информации, по натурализации и по реформе здравоохранения. Все три были отвергнуты подавляющим большинством избирателей и кантонов. В ноябре прошли голосования по легализации марихуаны, по свободной шкале пенсионного возраста, по ограничению права апелляции ассоциаций против строительных проектов, по поправке конституционной статьи о наркотиках и исключения срока давности в отношении порнографических преступлений против детей. Конституционные поправки были приняты, а остальные предложения — отклонены.

## Февраль

### Налоговая реформа для бизнеса
| Выбор                                | Голосов   | %     |
| ------------------------------------ | --------- | ----- |
| За                                   | 938 744   | 50,53 |
| Против                               | 918 990   | 49,47 |
| Недействительных/пустых бюллетеней   | 57 221    | –     |
| Всего                                | 1 914 955 | 100   |
| Зарегистрированных избирателей/ Явка | 4 957 889 | 38,62 |
| Источник: Direct Democracy           |           |       |

### Ограничение шума от военных самолётов
| Выбор                                | Общее голосование | Общее голосование | Кантоны | Кантоны | Кантоны |
| Выбор                                | Голосов           | %                 | Полных  | Полу-   | Всего   |
| ------------------------------------ | ----------------- | ----------------- | ------- | ------- | ------- |
| За                                   | 601 071           | 31,92             | 0       | 0       | 0       |
| Против                               | 1 282 108         | 68,08             | 20      | 6       | 23      |
| Недействительных/пустых бюллетеней   | 37 706            | –                 | –       | –       | –       |
| Всего                                | 1 944 259         | 100               | 20      | 6       | 23      |
| Зарегистрированных избирателей/ Явка | 4 957 889         | 38,74             | –       | –       | –       |
| Источник: Direct Democracy           |                   |                   |         |         |         |

## Июнь

### Натурализация
| Выбор                                | Общее голосование | Общее голосование | Кантоны | Кантоны | Кантоны |
| Выбор                                | Голосов           | %                 | Полных  | Полу-   | Всего   |
| ------------------------------------ | ----------------- | ----------------- | ------- | ------- | ------- |
| За                                   | 804 730           | 36,25             | 1       | 0       | 1       |
| Против                               | 1 415 249         | 63,75             | 19      | 6       | 22      |
| Недействительных/пустых бюллетеней   | 25 598            | –                 | –       | –       | –       |
| Всего                                | 2 245 577         | 100               | 20      | 6       | 23      |
| Зарегистрированных избирателей/ Явка | 4 970 220         | 45,18             | –       | –       | –       |
| Источник: Direct Democracy           |                   |                   |         |         |         |

### Ограничение правительственной информации во время референдумов
| Выбор                                | Общее голосование | Общее голосование | Кантоны | Кантоны | Кантоны |
| Выбор                                | Голосов           | %                 | Полных  | Полу-   | Всего   |
| ------------------------------------ | ----------------- | ----------------- | ------- | ------- | ------- |
| За                                   | 538 928           | 24,80             | 0       | 0       | 0       |
| Против                               | 1 634 196         | 75,20             | 20      | 6       | 23      |
| Недействительных/пустых бюллетеней   | 56 089            | –                 | –       | –       | –       |
| Всего                                | 2 245 577         | 100               | 20      | 6       | 23      |
| Зарегистрированных избирателей/ Явка | 2 229 213         | 44,85             | –       | –       | –       |
| Источник: Direct Democracy           |                   |                   |         |         |         |

### Реформа здравоохранения
| Выбор                                | Общее голосование | Общее голосование | Кантоны | Кантоны | Кантоны |
| Выбор                                | Голосов           | %                 | Полных  | Полу-   | Всего   |
| ------------------------------------ | ----------------- | ----------------- | ------- | ------- | ------- |
| За                                   | 661 312           | 30,52             | 0       | 0       | 0       |
| Против                               | 1 505 702         | 69,48             | 20      | 6       | 23      |
| Недействительных/пустых бюллетеней   | 60 196            | –                 | –       | –       | –       |
| Всего                                | 2 227 210         | 100               | 20      | 6       | 23      |
| Зарегистрированных избирателей/ Явка | 4 970 220         | 44,81             | –       | –       | –       |
| Источник: Direct Democracy           |                   |                   |         |         |         |

## Ноябрь

### Исключение срока давности для преступлений против детей
| Выбор                                | Общее голосование | Общее голосование | Кантоны | Кантоны | Кантоны |
| Выбор                                | Голосов           | %                 | Полных  | Полу-   | Всего   |
| ------------------------------------ | ----------------- | ----------------- | ------- | ------- | ------- |
| За                                   | 1 206 323         | 51,87             | 16      | 4       | 18      |
| Против                               | 1 119 119         | 48,13             | 4       | 2       | 5       |
| Недействительных/пустых бюллетеней   | 48 870            | –                 | –       | –       | –       |
| Всего                                | 2 374 312         | 100               | 20      | 6       | 23      |
| Зарегистрированных избирателей/ Явка | 4 996 626         | 47,52             | –       | –       | –       |
| Источник: Direct Democracy           |                   |                   |         |         |         |

### Легализация марихуаны
| Выбор                                | Общее голосование | Общее голосование | Кантоны | Кантоны | Кантоны |
| Выбор                                | Голосов           | %                 | Полных  | Полу-   | Всего   |
| ------------------------------------ | ----------------- | ----------------- | ------- | ------- | ------- |
| За                                   | 846 985           | 36,75             | 0       | 0       | 0       |
| Против                               | 1 457 900         | 63,25             | 20      | 6       | 23      |
| Недействительных/пустых бюллетеней   | 60 546            | –                 | –       | –       | –       |
| Всего                                | 2 365 431         | 100               | 20      | 6       | 23      |
| Зарегистрированных избирателей/ Явка | 4 996 626         | 47,34             | –       | –       | –       |
| Источник: Direct Democracy           |                   |                   |         |         |         |

### Федеральное положение по наркотикам
| Выбор                                | Голосов   | %     |
| ------------------------------------ | --------- | ----- |
| За                                   | 1 541 928 | 68,08 |
| Против                               | 722 992   | 31,92 |
| Недействительных/пустых бюллетеней   | 82 003    | –     |
| Всего                                | 2 355 412 | 100   |
| Зарегистрированных избирателей/ Явка | 4 996 626 | 47,14 |
| Источник: Direct Democracy           |           |       |

### Введение Статьи 30а по строительным проектам
Предложение включало добавление к Конституции Статьи 30а, которая не позволяла экологическим организациям подавать в суд на строительные проекты, одобренные избирателями, а также федеральными, кантональными и муниципальными правительствами.
| Выбор                                | Общее голосование | Общее голосование | Кантоны | Кантоны | Кантоны |
| Выбор                                | Голосов           | %                 | Полных  | Полу-   | Всего   |
| ------------------------------------ | ----------------- | ----------------- | ------- | ------- | ------- |
| За                                   | 773 467           | 34,00             | 0       | 0       | 0       |
| Против                               | 1 501 766         | 66,00             | 20      | 6       | 23      |
| Недействительных/пустых бюллетеней   | 83 980            | –                 | –       | –       | –       |
| Всего                                | 2 359 213         | 100               | 20      | 6       | 23      |
| Зарегистрированных избирателей/ Явка | 4 996 626         | 47,22             | –       | –       | –       |
| Источник: Direct Democracy           |                   |                   |         |         |         |

### Гибкий пенсионный возраст
| Выбор                                | Общее голосование | Общее голосование | Кантоны | Кантоны | Кантоны |
| Выбор                                | Голосов           | %                 | Полных  | Полу-   | Всего   |
| ------------------------------------ | ----------------- | ----------------- | ------- | ------- | ------- |
| За                                   | 970 221           | 41,38             | 4       | 0       | 4       |
| Против                               | 1 374 598         | 58,62             | 16      | 6       | 19      |
| Недействительных/пустых бюллетеней   | 35 377            | –                 | –       | –       | –       |
| Всего                                | 2 380 196         | 100               | 20      | 6       | 23      |
| Зарегистрированных избирателей/ Явка | 4 996 626         | 47,64             | –       | –       | –       |
| Источник: Direct Democracy           |                   |                   |         |         |         |